# Ana Yerno

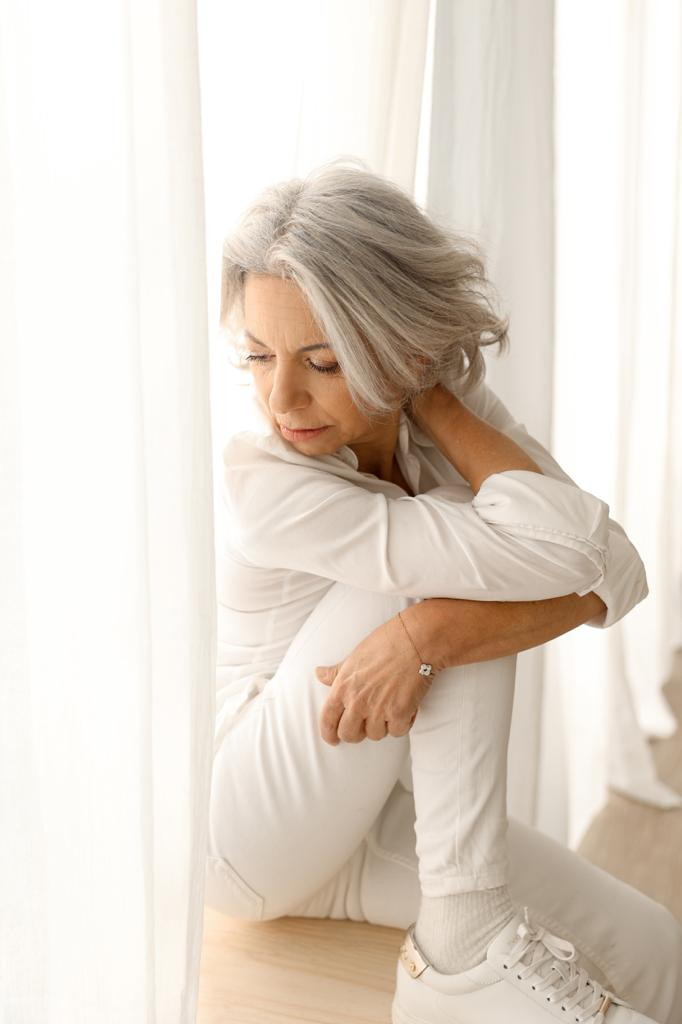
Ana Yerno, 2023.

Ana Yerno, née à Toulouse le 5 novembre 1967, est une artiste française, danseuse de flamenco et percussionniste. Utilisant son expérience artistique, elle développe des techniques et concepts sportifs de yoga aérien et de gym percussive.

## Biographie

### Enfance
Son enfance à Limoux (Aude) est marquée par l’émotion que lui procure le carnaval. Dans la gestuelle carnavalesque, elle découvre un sens sacré, éprouve le sens tribal de cet art archaïque qu’elle approfondira, adulte, dans le flamenco.

### Formation
Dès l'obtention du baccalauréat, elle rejoint Paris où elle s'inscrit au cours Florent. Attirée par l'Espagne, elle s'installe à Madrid pour suivre les cours de théâtre de William Layton. Au début des années 1990, elle se dirige vers la danse et fait ses premiers pas à Grenade. Repérée par La Presi (Priscila Trevino Lozano), elle reçoit sa formation pendant 18 mois. Initiée, elle débute dans les grottes mythiques du Sacromonte, le quartier de la zambra gitana. À Barcelone, elle se produit au Tablao de Carmen Amaya, à Montjuïc et partage la scène avec le soliste El Torombo. Après un duo avec Manuel Betanzos, à Toulouse, elle abandonne la robe classique du flamenco pour le pantalon. Dès 1992, Ana Yerno est chaque soir sur la scène du tablao gitaneria, à Mexico. Elle retourne ensuite à Barcelone se former avec La Chana (Antonia Santiago Amador), grand maître de l’art flamenco reconnue pour son zapateado[réf. nécessaire]. Maricarmen Garcia est sa seconde figure tutélaire et formatrice. Elle choisit Ana Yerno comme assistante pour ses projets (formations et spectacles) et développe son sens pédagogique.
Elle est titulaire d'un Certificat de qualification professionnelle "animateur loisir sportif" et a suivi une formation qualifiante de yoga du visage auprès de Sylvie Lefranc. 

## Chorégraphe et soliste
Dès 1994, Vicente Pradal lance sa carrière en France et l'intègre à son groupe, Aire Flamenco. Ana Yerno créé à Toulouse un spectacle avec le guitariste Kiko Antonio Ruiz et dix artistes. Leurs tournées, entre 1994 et 1998, comptent 200 dates dont le festival Le Chaînon manquant, l’Institut du monde arabe, la Fête de l'Humanité, le Festival des Mazades... Ana Yerno s’installe à Paris. Elle réalise, en 1994, la première partie de Nilda Fernández pour sa tournée française.
En 1996,: Ana Yerno crée un spectacle, Encuentro, fusionnant flamenco et jazz, en duo avec le pianiste Guillaume de Chassy. Ils se produisent, pendant dix-huit ans, partout dans le monde et participent à de nombreux festivals : Jazz à Vienne, festival Le Temps d'aimer à Biarritz où il est le duo favori de Brigitte Engerer, le Théâtre de la Bastille (Paris), le festival de la Cité de Carcassonne...
1998 : duo avec Adriana Pegueroles (boleadoras argentines) remarqué par Patrick Dupond. Tournée au Japon avec le spectacle Il danse le monde, avec Patrick Dupond. Le producteur du Cirque du Soleil engage Ana Yerno pour un spectacle alternatif C.O.K.E (pour Creative Overdose of Kinetic Energy) mis en scène par Debra Brown. Show du Cirque du Soleil, directeur artistique Dick Walsh. Tournée internationale. Elle revient au Québec, en 2002 et 2003 pour le festival Juste pour rire.
Dès le début des années 2000, Ana Yerno est remarquée par la critique : « Cette jeune femme danse comme on torée. Puissante, souple, sûre de ses gestes, tour à tour fougueuse ou économe. » Son travail et la façon dont elle habite la scène sont salués par la presse : « Ana Yerno c’est tout un spectacle, où le métier et le perfectionnisme l’emportent sur la technique pure. Actrice et musicienne accomplie, excessive et diablement attrayante ». Elle est une « baïladora féline et taurine tout à la fois dont le flamenco allie, avec une énergie racée, les racines de la tradition et de la sève contemporaine ». Pour Ana Yerno, « Le flamenco est un diamant brut que chacun polit avec sa personnalité ». Elle se perçoit comme une « rythmicienne qui fait des percus avec [son] corps ».
Durant cette période, elle se produit avec des artistes internationaux :
- 2003 : duos avec Anna Ventura, danseuse, grande chorégraphe. Espagnole devenue star du butō. Ana Yerno[9] se produit au Cabaret Sauvage, à La Villette.
- 2003 : spectacle au Bataclan avec Tomás Gubitsch, guitariste rock star et chef d’orchestre.
- 2006 : soliste et chorégraphe du spectacle de Gérard Louvin à Bobino (Paris). Elle « bouscule le flamenco[10] » sur la scène du Cabaret Sauvage avec le spectacle Ay! De ses voyages, elle rapporte des pratiques nouvelles qu’elle intègre à ses créations chorégraphiques : les bolas argentines, inspirées d’un spectacle d’Alfredo Arias, les éventails orientaux participent à son expression.
- 2007 : Kataka 1[11], show glamour, flamenco, danse et percussions au féminin, metteur en scène Philippe Arlaud, créé au Festival de Feldkirch (Autriche)
- 2009 : Kataka 2, metteur en scène Hanzel Cereza, créé au Teatro Caldéron, Madrid. Ana Yerno « est une leçon de percussion narquoise[12] ».
- Février 2010 : première londonienne de Kataka. Deuxième version au Royal Albert Hall (Elgar Room).
- 2010 : Così fa Ana Yerno !, rencontre avec la musique classique et l'opéra. La Nuit de Don Juan, créé et mis en scène par Alain Carré, avec François-René Duchâble, pianiste, et Chantal Perraud, soprano, Festival de Bourg en Gironde.
- Carmen, séduction, sang et larmes, créé et mis en scène par Alain Carré, avec François-René Duchâble et Chantal Perraud, Opéra-Théâtre Limoges.

### Mode et évènementiel
- 1999 : image artistique de Loewe pour Narciso Rodriguez ; Tokyo (Ginza Théâtre), Séoul, Hong-Kong et Sidney et un grand show dans les Arènes de Madrid.
- Création de la bande son du défilé printemps-été 2005 de Karl Lagerfeld avec Charles Schillings.
- Égérie de Christian Lacroix.
- 2006-2007 : chorégraphie et danse pour les évènements Louis Vuitton.
- Professeur de danse pour Kenzo.
- Soliste invitée par Romeo Gigli et Pomellato lors de leurs défilés de mode et de joaillerie en Espagne et en Italie.
- Show pour Cindy Crawford et évènementiel de luxe pour Suzan Bartsch, icône de la nuit new-yorkaise (Miami).
- Événement Charity à Sidney pour Baz Luhrmann. Show Mission Australia pour la Fondation Mission Australia.

### Artiste invitée
- Nuit de l'improvisation, de Jean-François Zygel[13], au Théâtre du Châtelet (mai 2009).
- Festival Les Musik'Elles, invitée de Victoria Abril, soliste au côté de Maurane, Dee Dee Bridgewater... (2006).
- Invitée du groupe NoJazz sur la scène de La Cigale (novembre 2005).
- Invitée d'Olivia Ruiz sur son album La Femme chocolat (juillet 2005).
- Invitée de Camille sur la scène du Café de la Danse (juin 2005)
- Invitée de Clémentine Célarié dans Carte Blanche (tournée 2004-2005)
- Invitée par Marianne James au Music hall du lundi à La Pépinière-Opéra (1998)
- Invitée par Les Commandos Percu (1997)

## Studio et transmission
Depuis 2015, elle utilise son expérience de danseuse et d’artiste pour inventer une nouvelle forme de yoga aérien. Sa méthode, baptisée Ana’Fly, se pratique dans un hamac spécifique agrémenté de sangles et de poignées. Selon elle, « l’antigravité apporte au corps un placement naturel, un grand stretch des muscles et de la colonne vertébrale, un renforcement musculaire profond, sans douleur ni contraction ». Sa méthode fait des adeptes : elle organise des stages pour les Pompiers de Paris, les danseuses du Crazy Horse ou encore les responsables de salles de sport à Bali et ailleurs...
En 2019 elle crée la Drums and Gym, une méthode de fitness mélangeant renforcement musculaire, endurance cardiovasculaire, et percussions. La Drums and Gym se pratique avec un tom-bass de batterie et des baguettes.
En septembre 2021, elle ouvre le "studio Ana Yerno Toulouse" et développe des programmes de yoga aérien, yoga du visage, "Gym pour ta mère" destinée aux seniors, "Drums and gym", "Step and drums" et "Sevillanas".
De 2021 à 2022, elle anime à Radio Occitanie, l'émission "Faut s'le dire" en compagnie d'Alexandre Chiavasso Di Vittorio. Tous les jeudis de 18 heures à 20 heures, l'émission traite de culture, d'actualité et reçoit des invités : Bernardo Sandoval, Kiko Ruiz, Vincente Pradal... 
Elle est nommée directrice artistique de l'école de l'Hêtre, ouverte à Toulouse en 2022.
En collaboration avec l'Institut du Sein du Grand Toulouse, elle aide les femmes touchées par un cancer à se réapproprier leur corps : "Il est constaté, précise Ana Yerno, que le yoga est efficace pour réduire la dépression, l'anxiété et améliorer la qualité de vie. Mon rôle est de contribuer à réduire la fatigue chez des femmes présentant un diagnostic de cancer du sein en cours de traitement actif ou ayant terminé leur traitement."
Elle est membre du Club des Ambassadeurs de Toulouse dont l'objectif est de "fédérer des personnalités aux compétences plurielles autour d'un projet commun : faire connaître et rayonner Toulouse en France et à l'étranger".